# Little Bardfield
Little Bardfield is een civil parish in het bestuurlijke gebied Uttlesford, in het Engelse graafschap Essex. In 2001 telde het dorp 237 inwoners. De parish omvat de gehuchten Hawkspur Green en Oxen End.